# ستيفن غروز
ستيفن غروز (بالإنجليزية: Stephen Grosz)‏ هو معالج نفسي وصحفي بريطاني، ولد في 19 نوفمبر 1952.